# Daniele Nuccetelli

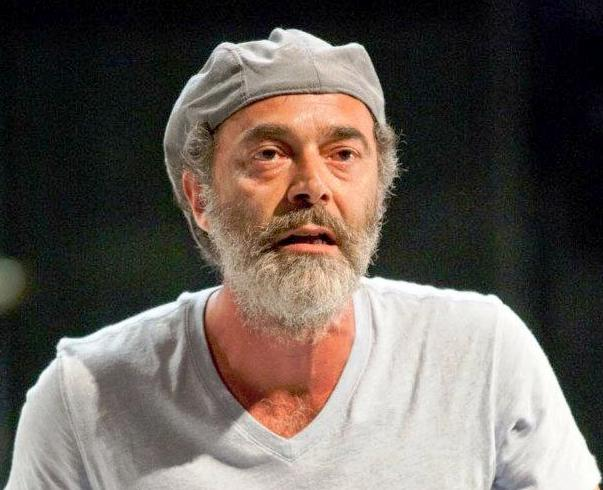
Daniele Nuccetelli

Daniele Nuccetelli (Roma, 5 giugno 1963) è un attore e regista teatrale italiano.

## Biografia
Dopo aver compiuto i suoi studi presso lo Studio Fersen a Roma, si diploma al GITIS di Mosca, diretto da Anatoly Vasiliev.
È attivo soprattutto in teatro, dove è stato diretto in molti spettacoli dallo stesso Anatoly Vasiliev e da Gianpiero Borgia. Non mancano tuttavia esperienze per la televisione e il cinema.
È inoltre insegnante di recitazione presso il corpo docente dell'Accademia teatrale ITACA, in Puglia.

## Filmografia

### Cinema
- Viaggio in città, regia di Sandro Cecca ed Egidio Eronico (1982)
- Stesso sangue, regia di Sandro Cecca ed Egidio Eronico (1988)
- La visione del sabba, regia di Marco Bellocchio (1988)
- Rito di passaggio, regia di Sandro Cecca ed Egidio Eronico (1990)
- Il male oscuro, regia di Mario Monicelli (1990)
- Antelope Kobbler, regia di Antonio Falduto (1991)
- Cuori al verde, regia di Giuseppe Piccioni (1996)
- Baciami ancora, regia di Gabriele Muccino (2010)

### Televisione
- Lulù, regia di Sandro Bolchi – miniserie TV (1986)
- Lui e lei – serie TV (1998)
- Padre Pio - Tra cielo e terra, regia di Giulio Base – miniserie TV (2000)
- Cuccioli, regia di Paolo Poeti – miniserie TV (2002)
- Maria Goretti, regia di Giulio Base – miniserie TV (2003)
- Don Matteo – serie TV (2005)
- Gente di mare – serie TV (2005)
- Codice rosso – serie TV (2006)
- Rocco Schiavone – serie TV, episodi 2x04-5x04-6x01 (2018, 2023, 2025)
- Alfredino - Una storia italiana, regia di Marco Pontecorvo – miniserie TV (2021)

## Teatro

### Attore
- Ifigenia in Aulide, regia di Gianpiero Borgia
- The Author, regia di Gianpiero Borgia
- Filottete, regia di Gianpiero Borgia
- Troilo e Cressida, regia di Gianpiero Borgia
- Come spiegare la storia del comunismo ai malati di mente, regia di Gianpiero Borgia
- Chi era davvero R.T. Fex, regia di Gianpiero Borgia
- Diario di un killer sentimentale, regia di Gianpiero Borgia
- Inside Yerma, regia di Gianpiero Borgia
- La casa di Bernarda Alba, regia di Gianpiero Borgia
- Amleto in fuga, regia di Gianpiero Borgia
- Ciascuno a suo modo, regia di Anatoly Vasiliev
- Novelle, regia di Anatoly Vasiliev
- Eutifrone, regia di Anatoly Vasiliev
- Il gabbiano, regia di Anatoly Vasiliev
- Pentecoste, regia di Barbara Nativi
- Ippia minore, regia di Alessio Bergamo
- Diario del ladro
- Phaedra, regia di Ugo Margio
- Angeli di luce, regia di Giancarlo Cauteruccio

### Regista
- Le serve
- Il calapranzi
- Ippia minore
- Rosencrantz e Guildenstern sono morti